# اشتیپ
شهر اشتیپ (به مقدونی: Штип) با جمعیت ۴۷٫۷۹۶ نفر  در استان شرق کشور مقدونیه شمالی واقع شده‌است.